# Doom: Die Vernichtung
Doom: Die Vernichtung (Originaltitel: Doom: Annihilation) ist ein US-amerikanischer Sci-Fi-Action-Horrorfilm aus dem Jahr 2019. Es handelt sich dabei nach Doom – Der Film (2005) um die zweite Verfilmung der Computerspieleserie Doom. Der Film erschien am 1. Oktober 2019 direkt auf DVD, Blu-ray und im digitalen Vertrieb. Die Hauptrolle in dem von Tony Giglio inszenierten Film spielte die Schottin Amy Manson.

## Handlung
Der Film spielt auf dem Marsmond Phobos, auf dem die Union Aerospace Corporation (UAC) eine geheime Forschungsbasis unterhält. Der Wissenschaftler Dr. Betruger versucht mit seinem Team Portale zur Teleportation zwischen der Basis auf Phobos und einer Forschungseinrichtung in Nevada zu öffnen. Ein erster Versuch scheint erfolgreich, doch der Proband, welcher von der Erde zum Marsmond teleportiert wurde, zeigt abnorme Mutationen und stark aggressives Verhalten. Während Dr. Kahn, der Leiter des Forschungsteams auf der Erde, darauf drängt, die Experimente an Menschen zu stoppen, ist Dr. Betruger vom Erfolg seiner Forschungen überzeugt und stellt sich selbst als nächste Testperson zur Verfügung.
Währenddessen ist ein Raumschiff der UAC mit einer Truppe strafversetzter Soldaten auf dem Weg zur Basis auf Phobos. Darunter befindet sich Lieutenant Joan Dark, der deutlich die Abneigung ihrer Kameraden entgegenschlägt. Begleitet wird die Einheit vom Wissenschaftler Bennett Stone, der einst ein Verhältnis mit Dark hatte. Kurz bevor das Schiff den Marsmond erreicht, öffnen die Forschungsteams dort und in Nevada erneut die Portale und Dr. Betruger betritt das Portal auf Phobos. Nachdem er im Portal verschwunden ist, fällt in der Phobos-Basis der Strom aus und die Mitarbeiter werden von etwas attackiert.
Als das Raumschiff auf der Station landet, reagiert zuerst niemand auf die Anforderung zum Betreten. Die Marines erhalten den Befehl, die Basis zu untersuchen und die Stromversorgung wiederherzustellen. Der sie begleitende Wissenschaftler Bennett hat sich im Vorfeld über die Anlage informiert und kennt einen Notfalleingang, über den das Team die Geheimbasis betritt. Bennett stellt fest, dass das Reserveaggregat dort kaum noch Strom hat, obwohl es noch gar nicht lange läuft. Sie haben nur noch wenig Zeit, die Stromversorgung wiederherzustellen, bevor der Notstrom ausfällt und der Fusionsreaktor der Anlage außer Kontrolle gerät.
Das Team teilt sich auf und durchkämmt die Basis. Dabei werden die Soldaten von Zombies attackiert. Es stellt sich heraus, dass diese Zombies früher Wissenschaftler waren. Die UAC-Soldaten finden außerdem Überlebende: Zuerst treffen sie auf zwei Wissenschaftlerinnen und den Pfarrer der Station. Eine der Wissenschaftlerinnen wird unmittelbar von einem Zombie getötet. Ebenso fallen mehrere Soldaten den Zombies zum Opfer. Außerdem finden sie Dr. Betruger. Dieser offenbart, dass er bereits seit dreißig Jahren die Portale erforscht. Er denkt, dass sie von einer antiken Alienrasse hinterlassen wurden und noch weitere Ziele als Phobos und die Erde haben könnten. Dies wäre eine Möglichkeit, neue Planeten zu kolonisieren. Aufgrund von Funden in einer Sprache ähnlich dem Sumerischen, glaubt er außerdem, dass die Aliens der Menschheit einst die Sprache gebracht hätten. Der Pfarrer vermutet hingegen, dass die Portale von Kreaturen der Hölle stammen. Entgegen dem Wunsch von Betruger befiehlt Joan Dark den Rückzug auf das Schiff, mit dem sie angekommen sind.
Der Pilot, welcher auf dem Raumschiff zurückgeblieben ist, stellt unterdessen fest, dass sich die KI des Schiffes nicht mehr länger steuern lässt; er wird von etwas getötet.
Auf dem Schiff angekommen, treffen die Soldaten auf dämonische Kreaturen, die Feuerbälle formen und schleudern können. Weitere Crewmitglieder sowie der Pfarrer sterben dabei.
Dr. Betruger schlägt vor, das Portal zu reaktivieren und dadurch den schnellen Weg über die Teleporter zur Erde zu nehmen. Joan Dark geht auf den Vorschlag ein – zum Schein, wie sie Bennett offenbart. Als Bennett die Energieversorgung der Einrichtung wiederherstellt, enthüllt Dr. Betruger, dass Joan Dark mit ihrem Team nach Phobos versetzt wurde, weil sie einen Terroristen aufgrund einer Fehleinschätzung laufen ließ. Nachdem der Strom wieder eingeschaltet ist, tötet Betruger die verbliebene Wissenschaftlerin Veronica und schließt die anderen im Versorgungsraum ein. Dort werden sie erneut von den Dämonen attackiert. Es überleben nur Joan und Bennett, der zu dem Schluss kommt, dass es einen Aufzug zu einer geheimen vierten Ebene der Station geben muss. Die beiden entschließen sich, dorthin aufzubrechen, um Dr. Betruger aufzuhalten.
Auf dem Weg finden sie eine Waffenkammer, in der die Plasmakanone „BFG 9000“ aufbewahrt wird. Laut Joan wird diese Waffe im Sprachgebrauch der UAC-Marines als Big Fucking Gun bezeichnet. Sie nimmt die Waffe, mit der sich Gegner mit einem Schuss erledigen lassen. Am Aufzug zu Ebene 4 angekommen, wird Bennett von einem Dämon in den Aufzug gezogen, während Joan sich weiterer Dämonen und Zombies erwehrt. Joan nimmt erst im Anschluss den Aufzug. Im Labor auf Ebene 4 findet sie Dr. Betruger vor, der gerade dabei ist, das Portal zu reaktivieren. Dr. Betruger hetzt den zum Zombie mutierten Bennett auf Dark. Joan schafft es nach einigem Ringen, widerwillig Bennett zu töten. Auch mit Dr. Betruger scheint sie zunächst fertig zu werden. Doch dieser steht nach einem Schuss in die Brust wieder auf und erklärt, dass er nicht getötet werden könne, weil er bereits tot sei. Die Dämonen seien gekommen, um die Erde, welche rechtmäßig ihnen gehöre, zurückzuerobern. Er stößt Joan in das Portal.
Joan kommt in der Hölle an, wo sie von zahlreichen Dämonen und einem dämonischen Herrscher attackiert wird. Sie schafft es, den Anführer mit der BFG zu erschießen und wirft Plasmagranaten auf die Horde, während sie zu einem weiteren Tor eilt. Von dort wird sie zur Basis in Nevada teleportiert, wo sie von Dr. Kahn empfangen wird. Sie versucht ihn zu überzeugen, das Portal sofort zu schließen, doch Kahn hält sie für verwirrt, als Nebenwirkung der Teleportation, und lässt sie in Gewahrsam nehmen. Er denkt, dass Dr. Betruger sogleich ebenfalls aus dem Portal treten werde. Joan wird aufgrund einer Beruhigungsspritze ohnmächtig, während man im Portal ein Grollen hört und der Film endet.

## Referenzen auf die Computerspiele
Der Film enthält mehrere Referenzen auf die Computerspielreihe und deren Entwickler id Software. So trägt das erste Opfer, welches das UAC-Team findet, den Namen Blazkowicz, eine Anspielung auf den Hauptcharakter der Wolfenstein-Spiele, die wie Doom von id entwickelt wurden. Der erste Zombie, der die Soldaten attackiert, heißt John Carmack, wie der Programmierer von Doom. Dr. Betruger war auch der Name des Antagonisten in Doom 3 und die Dämonen im Film ähneln den Imps, einem Gegnertyp der Doom-Spiele. Auch die BFG 9000 ist aus den Spielen bekannt.

## Produktion und Veröffentlichung
Der Regisseur und Drehbuchautor Tony Giglio versuchte bereits 2015 sein Konzept für eine neue Verfilmung von Doom bei Universal vorzustellen. Nach anfänglicher Ablehnung bekam das Projekt allerdings erst nach dem Erfolg des 2016 veröffentlichten Doom-Videospiels die Zustimmung von Universal Pictures. Giglio, der sich selbst als großen Fan von Doom bezeichnet, benannte die weibliche Hauptrolle Joan Dark nach Jeanne d’Arc und ließ sich bei dem Charakter von den Filmen Terminator und Aliens inspirieren.
Im Januar 2019 wurde bekannt, dass der Film erst im Herbst des Jahres erscheinen solle, da Universal sich dazu entschieden habe, die visuellen Effekte nochmal zu überarbeiten um den Film besser zu machen.
Als im März 2019 der erste Trailer zum Film veröffentlicht wurde und sich viele Fans sehr negativ über das gezeigte äußerten, distanzierte sich id Software, das Entwicklerstudio der Computerspielvorlage, recht deutlich von der Filmumsetzung.
Während der Film in den USA im Oktober 2019 auf DVD und Blu-ray veröffentlicht wurde, kam er in Deutschland zunächst lediglich als Video-on-Demand auf den Markt. Seit Februar 2020 ist der Film auch auf DVD und Blu-ray erhältlich.

## Rezeption
Der Film erhielt überwiegend negative Kritiken. Ein Kritiker bezeichnet den Film gar als „fast nicht ansehbar“. Alex Kane von Forbes meint hingegen, dass der Film trashiger Spaß und immerhin besser als die 2005er-Verfilmung sei.